# Formação Guiné
A Formação Guiné é uma das formações geológicas, junto à  Ouricuri do Ouro e Mangabeira, que compõem o Grupo Paraguaçu do Supergrupo Espinhaço e que caracterizam a Chapada Diamantina, região central do estado brasileiro da Bahia.
Seu sistema deposicional é de transição, litorâneo ou de delta e o nome deriva da localidade de Guiné, a leste do Parque Nacional da Chapada Diamantina onde "a serra do Sincorá forma uma dobra anticlinal parcialmente flanqueada a oeste por um sinclinal. As ondulações do eixo do
anticlinal são representadas por janelas erosivas onde aflora a Formação Guiné (topo do Grupo Paraguaçu), como acontece em Mundo Novo, Vale do Pati (a leste de Guiné) e no morro do Pai Inácio, ao longo da BR-242".
Augusto José de Cerqueira Lima Pedreira da Silva esclarece, ainda, que "o termo Guiné foi introduzido por não existir na literatura geológica uma nomenclatura adequada para essa seqüência. M. Montes (1977) dividiu a Formação Guiné em duas unidades: a unidade 1, inferior, consiste em quartzitos argilosos, maciços, estratificados, de cores variando de castanho amarelado e cinza atê tonalidades avermelhadas, registrando-se também intercalações de argilito e metassiltito. A unidade 2 é composta de metassiltitos, metassiltitos argilosos, metargilitos e quartzitos finos. A tonalidade avermelhada predomina na unidade, sendo encontradas também tonalidades verdes e brancas. O holoestratótipo da formação está no caminho Guiné-Pati, a leste da primeira localidade" e que "o anticlinal do Pai Inácio (...) forma a serra do Sincorá, dentro da qual em janelas erosivas, aflora a Formação Guiné.